# 竹山桥镇
竹山桥镇，是中华人民共和国湖南省永州市冷水滩区下辖的一个乡镇级行政单位。2015年11月16日，上岭桥镇与竹山桥镇成建制合并设立上岭桥镇。

## 行政区划
竹山桥镇下辖以下地区：
龙门社区、明塘村、大塘村、瓦厂坪村、大里村、长冲村、湘江村、青山村、沿河村、群勇村、香花坝村、天子岭村、刘家村、胡家村、上岭村、渲溪村、古塘村、八角塘村、三大桥村、山口里村、大坝头村、龙门寺村、楼子房村和竹山桥村。